# 中鱼口镇
中鱼口乡，是中华人民共和国湖南省益阳市南县下辖的一个乡镇级行政单位。

## 行政区划
中鱼口乡下辖以下地区：
班嘴社区、游港社区、小北洲村、曙光村、红光村、常东村、广伏村、常西村、四星村、石码头村、大路村、下鱼口村、中永村、同洲村、复兴村、建安村、小兰洲村、艳东村、艳西村、光明村、新征村、东湖村、同民村、富民村、中木村、游港村、陶家湖村、平安村和太和村。